# 弗雷德里克森島

弗雷德里克森島在南奧克尼群島的位置

弗雷德里克森島（英語：Fredriksen Island），是南極洲的島嶼，處於鮑威爾島東南面1公里，屬於南奧克尼群島的一部分，長5公里、寬1公里，現時由南極條約體系管理。